# 爆薬に火をつけろ
『爆薬に火をつけろ』（だいなまいとにひをつけろ）は、1959年7月5日に日活が配給したアクション映画、蔵原惟繕監督、小林旭主演。
「ダイナマイトが百五十屯」がヒットして以降、小林のニックネームとして定着しつつあったマイトガイを意識して製作された映画である。

## キャスト
- 小林旭 : 中西忠治
- 白木マリ : 志賀千賀子
- 安井昌二 : 須田進
- 梅野泰靖 : 大江達彦
- 島村葉子 : 中西久子
- 岡田眞澄 : 杉次郎
- 伊達信 : 志賀総一郎
- 加原武門 : 矢崎権次
- 土方弘 : 権田久作
- 山田禅二 : 呉泰三
- 波多野憲 : 剣持康夫
- 嵯峨善兵 : 加納社長
- 天草四郎 : 岩井覚太郎
- 高品格 : 鳴海源吉
- 植村謙二郎 : 長谷川五郎
- 渥美國泰 : 橋本利雄
- 小泉郁之助 : 金子部長
- 水野義明 : 角川
- 深江章喜 : 鬼倉
- 西村晃 :坂巻記者
- 近藤宏 : 富岡技官
- 芦田伸介 : 世郷隆光

## スタッフ等
- 監督 : 蔵原惟繕
- 脚本 : 池田一朗、阿部桂一
- 原案 : 樽井武
- 製作 : 大塚和
- 撮影 : 岩佐一泉
- 音楽 : 小杉太一郎
- 編集 : 鈴木晃
- 助監督 : 野村孝
- 特殊撮影 : 日活特殊技術部
- 音楽 : 爆薬に火をつけろ